# Rachael Marshall
Rachael Marshall es una deportista australiana que compitió en ciclismo en la modalidad de BMX. Ganó una medalla de oro en el Campeonato Mundial de Ciclismo BMX de 1998.

## Palmarés internacional
| Campeonato Mundial | Campeonato Mundial    | Campeonato Mundial | Campeonato Mundial |
| Año                | Lugar                 | Medalla            | Competición        |
| ------------------ | --------------------- | ------------------ | ------------------ |
| 1998               | Melbourne (Australia) | Medalla de oro     | Carrera            |